# Off-label gyógyszeralkalmazás
Az off-label vagy indikáción túli gyógyszeralkalmazás egy hivatalosan törzskönyvezett gyógyszernek a hivatalos alkalmazási előirattól eltérő felírását jelenti.
Az off-label alkalmazás komoly szakmai/etikai, jogi és finanszírozási/gazdasági kérdéseket vet fel, ennek ellenére rendkívül elterjedt az egész világon, köztük Magyarországon is.

## Szakmai/etikai kérdések

### Gyógyszer előirat
A gyógyszer alkalmazási előirásai az off-label használat szempontjából három csoportra oszthatók:
1. fizikai, kémiai, gyógyszerészeti jellemzők (név, összetétel, kiszerelés, segédanyagok, stb.)
2. terápiás előírások (betegségek, adagolás, életkor). Gyógyszerkombináció esetén a terápiás előírástól való eltérésnek számít egy vagy több komponens elhagyása is.
3. nem kívánt hatások (ellenjavallatok, mellékhatások, gyógyszer kölcsönhatások, terhességi/szoptatási információk, hatás a gépjárművezetési képességre)

Az off-label alkalmazás a második pont figyelmen kívül hagyása. Ez azt jelenti, hogy nincs kellő bizonyíték rá, hogy a gyógyszer hatásos arra a betegségre, ami ellen felírták. Ebből természetesen nem következik, hogy hatástalan, csak az, hogy nem végezték el a hatásosságot bizonyító, szigorú előírásokkal szabályozott klinikai próbákat.
Az off-label alkalmazás a recept nélkül kapható gyógyszerek alkalmazására hasonlít, amikor a hatásosság a beteg megítélésére van bízva.

### Az off-label alkalmazás okai
Az egyik leggyakoribb ok az, hogy az adott betegségre nincs (az adott beteg által szedhető) gyógyszer.
A másik lehetséges ok, hogy a terápiás előírás nem betegséget, hanem tüneteket tartalmaz. Ilyenkor az orvos nincs könnyű helyzetben az előírás betartásakor.
A harmadik, meglehetősen gyakori ok: „lehet tudni”, hogy a gyógyszer hatásos egy betegség ellen, de a gyógyszer gyártója nem akarja finanszírozni a drága klinikai próbákat (pl. ritka betegség esetén), mert nem számít akkora forgalomnövekedésre, ami megérné a befektetést.
Egy kiragadott, de korántsem egyedi példa erre az oxkarbazepin hatóanyagú, Trileptal nevű epilepszia elleni gyógyszer esete az USA-ban. A gyártó csúszópénznek minősülő vállalati utazásokon, étkezéseken illetve egyéb programokon keresztül próbált rávenni egészségügyi szakembereket az off-label alkalmazásra, hogy elkerülje a költséges klinikai próbákat.

## Jogi háttér
A legtöbb országban nincs vagy kevés jogi szabályozás vonatkozik az off-label gyógyszeralkalmazásra.
Az USA-ban az orvos számára nincs szabályozás (korlátozás). A gyógyszergyártók nem reklámozhatják a hivatalos alkalmazási előiraton kívüli felhasználási lehetőségeket.
EU-szabályozás nincsen: az EU az egyes országok hatáskörébe utalja a kérdést.
Magyarországon 2008. július 1-jétől van érvényes szabályozás. Ez az Országos Gyógyszerészeti Intézet engedélyéhez köti az off-label gyógyszerfelírást (ill. ha az OGYI 20, sürgős esetben 2 nap alatt nem válaszol, az engedély megadottnak tekintendő). Az engedélyt a kezelőorvosnak kell kérnie. Az OGYI azonban nem vizsgálja az engedélyezéskor a szakmai kérdéseket, csak nyilvántartja és figyelemmel kíséri a kezelés alakulását, amelyről a kezelőorvosnak rendszeresen be kell számolnia, és amely meg is található az OGYI honlapján. Ennek célja az off-label alkalmazás későbbi „kifehérítése”, melytől a gyógyszergyártók húzódoznak a költségek miatt.
Ez a szabályozás nagyon furcsa helyzetet teremt jogvita esetén.
Ha a per orvosi műhiba miatt indul, az eldöntendő kérdés az, hogy az orvos a szakma szabályainak és az orvosi protokollnak megfelelően végezte-e a kezelést. Az off-label gyógyszeralkalmazás azonban természetéből adódóan tér el ezektről.
Ha a per a gyógyszergyártó ellen indul nem megfelelő szer miatt, a termékfelelősségről szóló törvény alapján a gyártó felelőssége azon múlik, hogy a szer alkalmazása az előiratnak megfelelően történt-e. Az off-label alkalmazás azonban éppen az előirattól való eltérést jelenti.
Összességében tehát a hatósági engedély dacára a kezelőorvos anyagi felelőssége megállapítható lehet a jogszabályok alapján.

## Jogszabályok
- 1997. évi CLIV. törvény az egészségügyről („egészségügyi törvény”)
- 2005. évi XCV. törvény az emberi alkalmazásra kerülő gyógyszerekről és egyéb, a gyógyszerpiacot szabályozó törvények módosításáról („gyógyszertörvény”)
  - 44/2004. (IV. 28.) ESzCsM rendelet az emberi felhasználásra kerülő gyógyszerek rendeléséről és kiadásáról
    - 39/2008. EüM rendelet: jogilag hatályát vesztette, a szövege beépült a 44/2004. ESzCsM-rendeletbe
- 1997. évi LXXXIII. törvény a kötelező egészségbiztosítás ellátásairól („egészségbiztosítási törvény”)
- 1993. évi X. törvény a termékfelelősségről – az új polgári törvénykönyv hatályon kívül helyezte

## Fordítás
- Ez a szócikk részben vagy egészben  az   Off-label use című angol Wikipédia-szócikk fordításán alapul.  Az eredeti cikk szerkesztőit annak laptörténete sorolja fel. Ez a jelzés csupán a megfogalmazás eredetét és a szerzői jogokat jelzi, nem szolgál a cikkben szereplő információk forrásmegjelöléseként.